# Perania korinchica
Espèce
Perania korinchica est une espèce d'araignées aranéomorphes de la famille des Pacullidae.

## Distribution
Cette espèce est endémique de Sumatra en Indonésie.

## Publication originale
- Hogg, 1919 : Spiders collected in Korinchi, West Sumatra by Messrs H. C. Robinson and C. Boden Kloss. Journal of the Federated Malay States museums, vol. 8, no 3, p. 81-106.